# Studyci

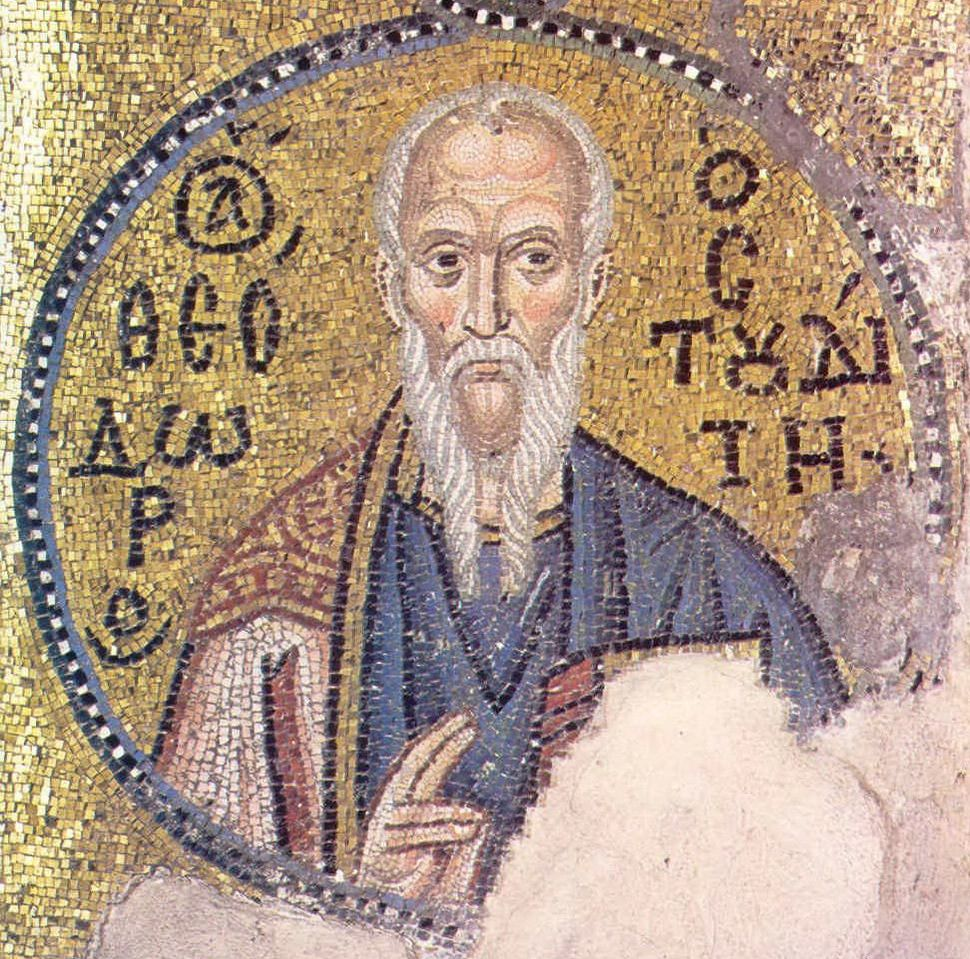
Święty Teodor Studyta

Studyci (łac. Monaci Studiti Ucraini, ukr. Монахи Студитського Уставу) – jedna z modlitewnych wspólnot kościoła greckokatolickiego obrządku bizantyjsko-ukraińskiego.

## Historia

### Geneza zakonu
Początki zakonu sięgają działalności św. Teodora Studyty z Konstantynopola na przełomie VIII i IX wieku. Od X wieku działał na terenach dzisiejszej Ukrainy. Początkowo głównym jego centrum była Ławra Pieczerska w Kijowie.
Pod koniec średniowiecza, zakon znacznie ucierpiał wskutek najazdów Mongołów na Ruś. Po przywróceniu w 1700 komunii z Kościołem rzymskokatolickim, wiele wschodnich zwyczajów i tradycji monastycznych uległo zapomnieniu. W 1787 r. główny klasztor w Uniowie został zamknięty przez Austriaków.

### Odrodzenie na przełomie XIX i XX wieku
Odrodzenie zakonu rozpoczęło się w XIX w. z połączenia dwóch modlitewnych wspólnot, których członkowie rekrutowali się z unitów. W 1901 metropolita Andrzej Szeptycki połączył te wspólnoty i osadził początkowo w Wólce koło Lwowa, następnie zaś w Skniłowie. W 1906 wspólnota przyjęła za podstawę życia wskazania dla mnichów opracowane przez Studiosa (V w.), uzupełnione i poprawione przez św. Teodora Studytę (759 – 826), zwane ustawem studyjskim, ponadto przez konferencję episkopatu greckokatolickiego we Lwowie zatwierdzone zostały dodatkowe, współczesne konstytucje wspólnoty. Zakon studycki ponownie rozkwitł w okresie międzywojennym w Polsce jako zakon przede wszystkim chłopski, do którego wstępowali prości ludzie, których nie chciano przyjąć do innych zakonów.

### Represje
Wraz z zajęciem wschodnich terenów Polski przez Związek Radziecki w wyniku II wojny światowej, studytów pozbawiono majątku, następnie po zdelegalizowaniu Ukraińskiego Kościoła Greckokatolickiego w 1946 rozpoczęły się represje. 80-letni archimandryta, o. Klemens (Kazimierz) Szeptycki (obecnie błogosławiony) został  1 maja 1951 zamęczony w obozie sowieckim we Włodzimierzu nad Klaźmą. Wielu  zakonników skazano na wieloletnie więzienie lub zsyłkę. Skonfiskowano archiwa, klasztorne pamiątki i sprzęt sakralny, spalono bibliotekę. Z premedytacją zniszczono zabytkowy ikonostas z XVIII w. i zamalowano freski na ścianach cerkwi. By zatrzeć pamięć po studytach, zmieniono nawet nazwę wsi z Uniowa na Miżhirja. Z budynku klasztoru uniowskiego zrobiono początkowo przytułek dla inwalidów, potem dom wypoczynkowy, wreszcie azyl dla psychicznie chorych.
Zakon istniał jednak w podziemiu zachowując nieprzerwaną ciągłość przez cały okres sowieckiej okupacji. W 1965 studyci otrzymali ostateczną aprobatę papieską.
W czasie represji przedwojenni zakonnicy wprowadzali do zakonu młodych ludzi, którzy prowadząc życie zwykłych chłopów i robotników spotykali się potajemnie, odprawiali św. Liturgie i podtrzymywali tradycje studyckie. Działania te do lat osiemdziesiątych spotykały się z represjami władz sowieckich, które robiły wszystko, by zniszczyć i skompromitować kościół greckokatolicki, jako że był on ostoją ukraińskiej tożsamości i dążeń niepodległościowych.
Studyci odrodzili się w 1990. Odzyskali kompletnie zdewastowany klasztor w Uniowie, obecnie odremontowany dzięki pomocy płynącej od ukraińskiej diaspory i organizacji dobroczynnych na Zachodzie. Przejęli także klasztory we Lwowie i w Podkamieniu należące przed wojną do karmelitów i dominikanów.

### Teraźniejszość
Obecnie z roku na rok przybywa młodych studytów. Zakon składa się niejako z trzech pokoleń – żyje jeszcze kilkunastu studytów, którzy do zakonu wstąpili przed 1939, jak np. o. Porfiriusz z Dory, znany jako spowiednik i egzorcysta. Średnie pokolenie to zakonnicy wyświęceni w okresie komunizmu, którzy za swoje powołanie mogli zapłacić długoletnim więzieniem. Młode pokolenie to często kilkunastoletni chłopcy przyjmowani do zakonu od 1990.
Większość studytów to prości ludzie, katolicy obrządku bizantyjsko-ukraińskiego, wywodzący się podobnie jak przed wojną ze wsi. Po przyjęciu do zakonu spędzają oni życie na modlitwie i pracy – zajmują się rolnictwem, pracują przy odbudowie zniszczonych monastyrów, opiekują się dziećmi z klasztornego sierocińca itp. Większość mnichów to bracia, którzy nie otrzymują święceń kapłańskich. Tylko niektórzy po wstąpieniu do zakonu są wysyłani na studia (najczęściej na KUL, lecz również do Europy Zachodniej), a następnie otrzymują święcenia kapłańskie. Jako ojcowie wchodzą potem w skład „rady starszych”, która podejmuje najważniejsze dla ławry decyzje. Bieżące decyzje podejmuje przeor (ihumen). Obecnie ihumenem jest o. Benedykt, który zastąpił wyświęconego jeszcze w podziemiu o. Sebastiana, mającego opinię świątobliwego zakonnika i doskonałego administratora i zarządcy, dzięki któremu ławra uniowska zaczęła znów rozkwitać, na powrót stając się centrum wschodniego monastycyzmu.

## Działalność
Studyci, oprócz pracy fizycznej, prowadzą działalność kaznodziejską, pedagogiczną i wydawniczą. Propagują także działalność ekumeniczną.
Uniów jest centrum tzw. ławry uniowskiej, czyli zespołu rozrzuconych po zachodniej Ukrainie klasztorów, które podlegają przeorowi (ihumenowi) i stojącemu ponad nim archimandrycie. Obecnie klasztory należące do uniowskiej ławry mieszczą się we Lwowie, Zarwanicy, Jaremczu, Dorze, Podkamieniu i Gródku. Inni studyci żyją także poza Ukrainą – we Włoszech i w Kanadzie. W sumie do zakonu należy obecnie około stu zakonników.
Klasztor uniowski, podobnie jak ongiś jest dziś ważnym ośrodkiem kultury sakralnej. W jego zbiorach znajduje się kilkaset ruskich ikon, z których najstarsze pochodzą z XIV w. Przy klasztorze we Lwowie działa jedno z ważniejszych wydawnictw katolickich na Ukrainie Swiczado, który ma na swoim koncie wydanie licznych dzieł dotyczących teologii, etyki, biblioznawstwa, historii Kościoła i prawa kanonicznego.
Ważną rolę w życiu monastyru pełni śpiew cerkiewny. Zakonnicy nie ograniczają się tu przy tym do śpiewania tradycyjnych ruskich pieśni, ale w poszukiwaniu własnych wschodnich korzeni chętnie sięgają do pradawnych chrześcijańskich hymnów rodem z Grecji i Bliskiego Wschodu.
Mimo że ongiś studyci byli zakonem raczej kontemplacyjnym, obecnie włączają się oni w życie społeczne. Klasztor we Lwowie aktywnie współpracuje ze środowiskiem akademickim, a szczególnie ze stowarzyszeniem katolickich studentów Obnowa. Ponadto przy klasztorze w Uniowie działa nieformalny sierociniec dla dzieci z okolicznych wsi. Rokrocznie do mieszczącego się w ukraińskich Karpatach klasztoru w Jaremczu trafiają na kolonie dzieci z parafii studytów we Lwowie, dzieci czarnobylskie lub po prostu dzieci z biednych rodzin. Wobec ciężkiej sytuacji gospodarczej na Ukrainie, zakon w miarę swych możliwości wspiera biedne rodziny materialnie, udzielając im pomocy finansowej i żywnościowej.
Archimandryta (Generał Zakonu), rezydował w Marino k. Rzymu w monasterze Studion do czasu niepodległości Ukrainy.
Z zakonu wywodził się m.in. kard. Lubomyr Huzar, były arcybiskup większy kijowsko-halicki.